# Weiterswiller
 Weiterswiller (en alsacià Witerschwiller) és un municipi francès, situat a la regió del Gran Est, al departament del Baix Rin. L'any 2005 tenia 572 habitants.
Forma part del cantó d'Ingwiller, del districte de Saverne i de la Comunitat de comunes de Hanau-La Petite Pierre.

## Demografia
| 1962 | 1968 | 1975 | 1982 | 1990 | 1999 |
| ---- | ---- | ---- | ---- | ---- | ---- |
| 513  | 543  | 564  | 540  | 540  | 543  |

## Administració
| Període | Identitat      | Partit |
| ------- | -------------- | ------ |
| 2001-   | Raymond Kister |        |